# Maevarano-Formation

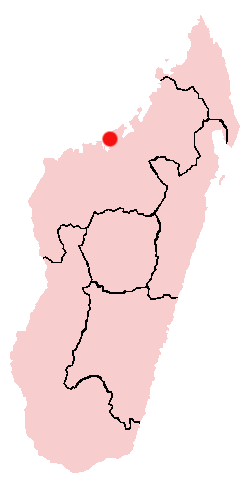
Aufschlüsse der Maevarano-Formation finden sich besonders 50 km südöstlich der Provinz-Hauptstadt Mahajanga (roter Punkt auf der Karte).

Die Maevarano-Formation ist eine Abfolge kontinentaler Sedimentgesteine der Oberkreide in Madagaskar und eine bedeutende Fossilfundstätte. Diese geologische Formation wurde fluviatil, also in einem Flusssystem, abgelagert.

## Geologie
Aufschlüsse dieser Formation befinden sich im Mahajanga-Becken in der Provinz Mahajanga im Nordwesten der Insel, und insbesondere im Umkreis des Dorfes Berivotra nahe der Küste. Zur Zeit ihrer Bildung befand sich die Formation zwischen 30° und 25° südlicher Breite, als Madagaskar nordwärts driftete, nachdem es sich vor etwa 88 Millionen Jahren von Indien getrennt hat.
Das genaue geologische Alter der Maevarano-Formation ist unklar. Die angrenzende marine Berivotra-Formation, welche teilweise zur gleichen Zeit abgelagert wurde wie die oberen Abschnitte der Maevarano-Formation, zeigt, dass zumindest die oberen Abschnitte in das Maastrichtium fallen. Einige Autoren geben das Campanium als Alter an, wofür es jedoch keine Belege gibt. In den oberen Schichten der Berivotra-Formation finden sich Hinweise auf eine Umpolung des Erdmagnetfelds: Diese Umpolung wird als der Wechsel zwischen Chron 30N und Chron 29R interpretiert – ein Polaritätsereignis, das vor etwa 65,8 Millionen Jahren stattfand, also etwa 300.000 Jahre vor der Kreide-Tertiär-Grenze und den damit verbundenen Massenaussterben am Ende der Kreide. Dies lässt vermuten, dass die Organismen der Maevarano-Fauna bis unmittelbar vor dem Massenaussterben lebten.
Die Maevarano-Formation besteht aus drei Schichtgliedern. Die unterste Schicht, der Masorobe-Member, ist mindestens 80 Meter mächtig. Sie besteht hauptsächlich aus rötlichem, grobsandigem Sandstein mit variabler Korngröße (poorly sorted), wobei einige Bänke auch feinerkörnigen Sandstein zeigen. Durch eine Erosionsdiskordanz getrennt folgt das mittlere Schichtglied der Formation, der Anembalemba-Member. Der untere Abschnitt dieses Schichtglieds besteht aus weißlich bis leicht grauen, fein- bis grobsandigen tonreichen Sandsteinen, die Schrägschichtung zeigen. Der obere Abschnitt setzt sich aus tonreichem Sandstein mit variabler Korngröße zusammen, der eine leicht olivgrüne bis graue Farbe zeigt. Die meisten Wirbeltier-Fossilien der Formation stammen aus dem Anembalemba-Member, insbesondere aus der oberen Hälfte. Das dritte und oberste Schichtglied, der Miadana-Member, besteht aus Ton-, Schluff- und Sandstein. Diese Gesteine zeigen verschiedene Färbungen, wobei Schrägschichtung fehlt. Die Maevarano-Formation als Ganzes liegt auf den Marovoay-Beds; bedeckt wird sie von der Berivotra-Formation.

## Paläoökologie

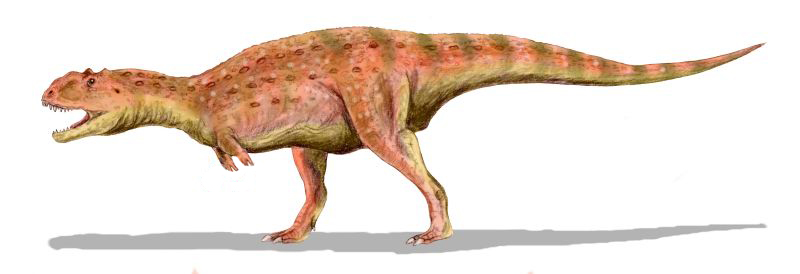
Lebendrekonstruktion von Majungasaurus, wahrscheinlich der Spitzenprädator des Ökosystems

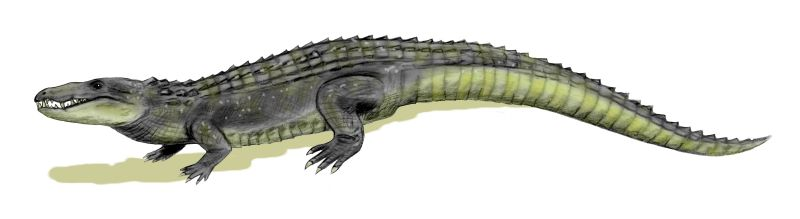
Mahajangasuchus, ein Krokodil der Formation

Die Maevarano-Formation zur Zeit der Ablagerung wird als ebene Flusslandschaft interpretiert. Die Ablagerung wurde mit der Zeit durch das langsam vordringende Meer beendet, was den Beginn der Ablagerung der über der Maevarano-Formation liegenden, marinen Berivotra-Formation markiert. Breite und flache Flüsse strömten aus den zentralen Hochebenen zum Nordwesten. Hinweise auf Schuttströme lassen vermuten, dass die Pegel der Flüsse starken Schwankungen unterworfen waren; so gab es Perioden mit niedrigem Wasserstand als auch Perioden mit schneller Erosion, wodurch Sedimente in den Flussbetten deponiert wurden. Auftretende Paläoböden sind rötlich und enthalten Wurzelabdrücke. Die Paläoböden weisen zusammen mit anderen sedimentologischen Gegebenheiten auf gut entwässerte Überflutungsebenen hin, mit einer reichhaltigen Vegetation, die an ein relativ trockenes, stark saisonales und teilweise semiarides Klima mit Trocken- und Regenzeiten angepasst war.

## Wirbeltierfauna
Fossile Wirbeltiere der Formation schließen Frösche wie den gigantischen Beelzebufo, Schildkröten, Schlangen, Eidechsen und mindestens sieben verschiedene Spezies von Crocodylomorpha (einschließlich Arten von Mahajangasuchus, Trematochampsa, Simosuchus und Araripesuchus) mit ein. Dinosaurier sind mit den Abelisauriden Majungasaurus, den Noasauriden Masiakasaurus, den Dromaeosauriden Rahonavis und zwei Formen von Titanosauriern vertreten (Rapetosaurus sowie eine noch unbenannte zweite Form). Daneben wurden mehrere fossile Vögel entdeckt, unter anderem Vorona. Krokodilverwandte waren sehr divers und häufig. Mit sechs bis sieben Meter Länge war Majungasaurus wahrscheinlich der Spitzenprädator dieses Ökosystems.

## Forschungsgeschichte
Die Maevarano-Formation wurde erstmals 1895 von dem französischen Militärarzt Dr. Félix Salètes und seinem Mitarbeiter Officer Landillon erforscht, welche Fossilien sowie geologisches Material an den Paläontologen Charles Depéret sandten. Depéret veröffentlichte eine kurze wissenschaftliche Beschreibung der Formation und benannte zwei neue Dinosaurier aus den ihm zugesandten Fossilien – Titanosaurus madagascariensis und Megalosaurus crenatissimus (heute Majungasaurus). Weitere, oft fragmentarisch erhaltene Fossilien wurden während des 20. Jahrhunderts gesammelt – darunter ist eine teilweise Schädeldecke, welche zum Holotyp-Exemplar des vermeintlichen Pachycephalosauriers Majungatholus wurde. Später stellte sich heraus, dass es sich bei diesem Fossil um ein Teil der Schädelornamente von Majungasaurus handelte. Eine Serie von insgesamt sieben großangelegten Expeditionen der Stony Brook University und der Universität Antananarivo, das Mahajanga-Basin-Projekt, startete 1993. Diese Expeditionen trugen beträchtlich zum Wissen über die Formation und die Organismen bei, die zur Zeit der Ablagerungen lebten.